# رافیک ملیکیان
رافیک ملیکیان (ارمنی: Ռաֆիկ Մելիքյան زاده ۳۱ مارس ۱۹۹۹) بازیکن فوتسال در پست مهاجم اهل ارمنستان است. 

## باشگاهی
از باشگاه‌هایی که در آن بازی کرده‌است می‌توان به باشگاه فوتسال ایروان اشاره کرد.

## تیم ملی
وی همچنین در تیم ملی فوتسال ارمنستان بازی کرده‌است. 